# Сретен Давидовић
Сретен Давидовић (Бајина Башта, 1. март 1931 — Београд, 26. октобар 2020) био је југословенски и српски фудбалер.

## Каријера
Каријеру је почео у Железничару Београд, где је играо до 1951. године. Афирмисао се у ОФК Београду, где је играо углавном на позицији одбрамбеног играча. Са ОФК Београдом освојио је Куп Југославије 1953 и 1955. године. Након дуге каријере за тим са Карабурме, прелази у Карловац, 1960. године и знатно доприноси тиму, који је тада играо Другој савезној лиги Југославије. За Карловац је играо до 1962. године, када је завршио каријеру.
За „Б” селекцију Југославије одиграо је 2 утакмице, као и 5 утакмица за младу репрезентацију Југославије. За први тим Југославије одиграо је једну утакмицу 16. јануара 1953. године против репрезентације Египта. У репрезентацији није оставио дубљи траг, јер су у то време на његовој позицији играли Златко Чајковски и Вујадин Бошков, који су били на врхунцу каријере.
Преминуо је у Београду 2020. године.

## Успеси
- ОФК Београд[а]
  - Куп Југославије: 1953, 1955.